# Shítái Xiàn
Shítái Xiàn o condado de Shítái es una localidad de la ciudad-prefectura de Chizhou en la provincia de Anhui, República Popular China, con una población censada en noviembre de 2010 de 92 238 habitantes.
Se encuentra situada al suroeste de la provincia, cerca del río Yangtsé y de la frontera con la provincia de Hubei.